# 西长铁路
西长铁路，又称西长联络线，是北京铁路枢纽内京广铁路接入北京西站的联络线工程，从北京西站起至京广铁路长阳村线路所为止，故名:171。该线客运运营名称为西良线，终点位于良乡站。西长铁路是北京西站的配套工程之一；开通后，京广铁路主要客运列车由该线进入北京西站，而不再进入北京站。线路起自北京站至北京西站地下直径线8.11公里处，穿过北京西站，沿莲石路南侧向西出五环后转向西南，跨过永定河后设置后吕村站，接入京广铁路16.8公里处的长阳村线路所，上行长29.067千米，下行长29.303千米。沿线共设桥梁30座（其中特大桥8座），隧道3座。

## 历史
1990年7月30日至8月2日，铁道部召开关于北京铁路西客站建设方案的论证会，同意西客站至长阳村与京广线接轨正线28公里的方案。1991年，为配合京石高速公路工程，北京西站至长阳村联络线跨越京石高速公路的南岗洼2孔17.5米框构桥及3个桩基桥墩经特批率先开工，当年9月30日建成。1992年12月，永定河、南岗洼、张家坟特大桥和槐树岭隧道开始施工，其中张家坟特大桥于1993年10月15日竣工，岗洼上、下行特大桥于1994年2月5日竣工，永定河特大桥则于1994年7月9日竣工。隧道方面，槐树岭隧道1994年3月30日贯通，鹰山1号隧道和鹰山2号隧道则分别于1994年7月22日和6月6日贯通。其中鹰山1号隧道为单洞三线隧道，预留有连接京原铁路的联络线；其他两座隧道为单洞双线隧道。
西长线永定河至长阳村接轨点的区段在施工时称“西三段”，永定河特大桥至北蜂窝立交桥段则称“东三段”。1994年5月12日，西长线西三段开始铺轨架梁。该年，西长线东三段4座特大桥的241个墩台已有161个开工，完成151个。1995年，西长线衙门口特大桥、青塔特大桥、丰台路特大桥、岳家楼特大桥分别于8月10日、8月29日、9月15日、10月9日竣工，东三段10座中桥全部竣工，全线668孔梁于1995年11月30日全部架完。1996年1月8日，西长线与京广正线接轨，长阳村线路所同年1月11日正式开通，西长线的电气化工程也于该年开始。1998年7月29日16时，衙门口牵引变电所向西长线接触网送电。

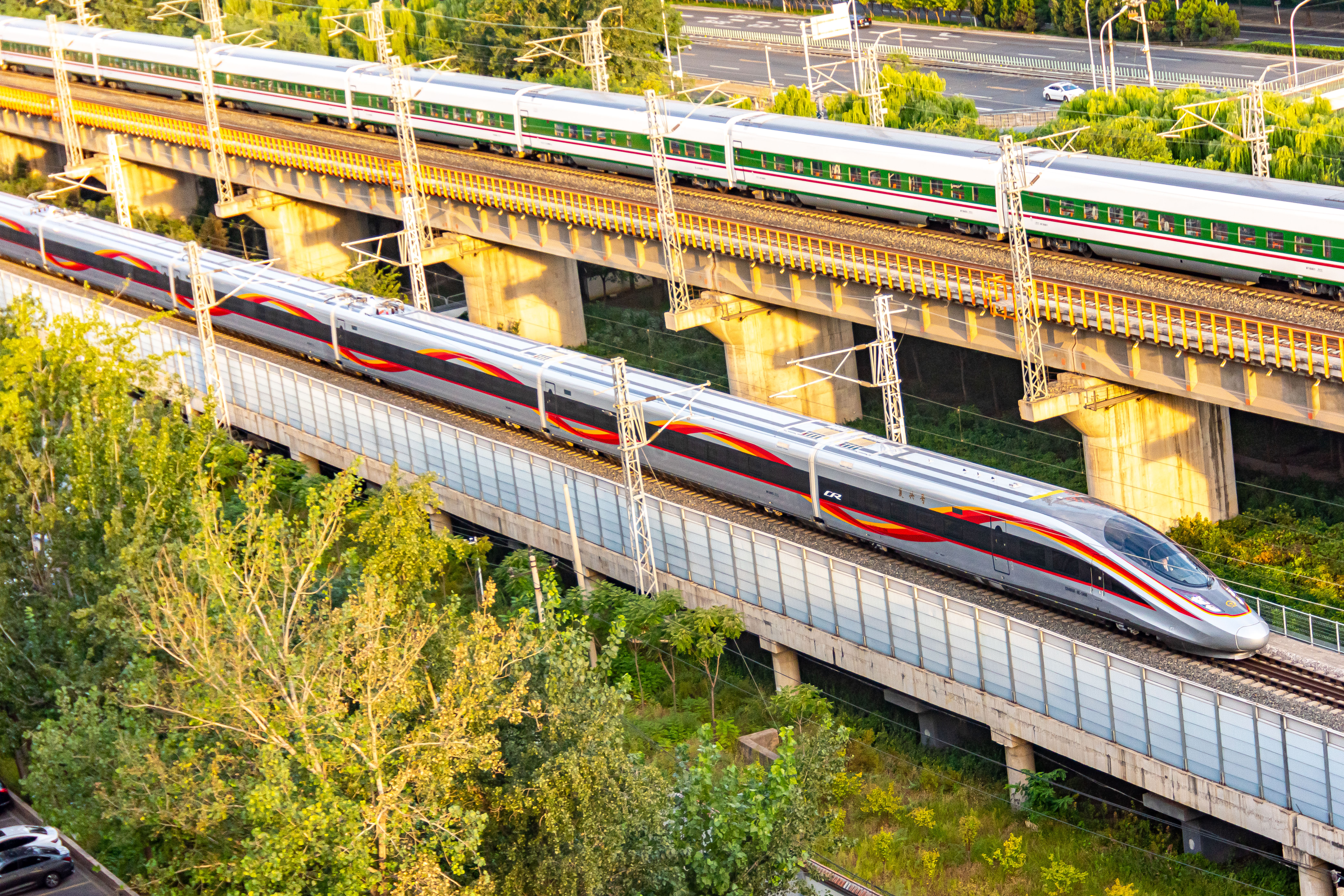
图中CR400AF-AE行走的京西联络线为西长旧线，CR200J行走的为改建后的西长线

2009年，京广高速铁路京石段（京石客专）开工。在岳家楼立交框构至八宝山中桥（XK13+000～ XK17+205.78）段，京石客专左、右线分别利用既有西长下行及上行正线， 西长上下行正线改建在既有线北侧；京石客专正线在XK17+205.78～DK8+100处离开既有线，跨越永定河折向东南，通往石家庄方向。西长线改线工程于2012年4月6日完工。

## 未来发展
在北京市郊铁路城市副中心线整体提升工程（北京西至良乡段）中，西长线将由既有长阳线路所延伸至良乡站新建市郊车场，增设衙门口站。既有后吕村站将增加客运功能，长阳线路所拟改建为长阳站并办理客运。

## 图集
- 长沙至北京西的Z2次列车通过西长线青塔蔚园段
- 北京西至南昌的T167次列车通过西长线槐树岭段
- 北京西至广州的T15次列车驶入西长线槐树岭隧道
- 重庆北至北京西的T10次列车通过西长线镇岗塔弯道